# Margaret Qualley
Sarah Margaret Qualley (Kalispell, 1994. október 23. –) amerikai táncos, modell és színésznő, Andie MacDowell lánya.
Színészként a 2013-as Palo Alto című drámafilmben debütált, ezt követően az HBO A hátrahagyottak című drámasorozatában (2014-2017) nyújtott mellékszerepével vált ismertté.
Qualley feltűnt a Rendes fickók (2016), a Death Note (2017) és a Volt egyszer egy Hollywood (2019) című filmekben, valamint a Death Stranding (2019) című videójátékban. Elismerő kritikákat és Primetime Emmy-díj jelöléseket kapott Ann Reinking alakításáért az FX Fosse/Verdon című életrajzi minisorozatban (2019), valamint a Netflix Egy szobalány vallomása minisorozatának címszerepéért (2021); utóbbiért Golden Globe-díjra is jelölték. Qualley azóta részt vett Jórgosz Lánthimosz Szegény párák (2023) és A kegyelem fajtái (2024) című filmjeiben, és megkapta második Golden Globe-jelölését A szer (2024) című horrorfilmben nyújtott alakításáért.

## Élete
1994. október 23-én született a Montana állambeli Kalispellben. Szülei Andie MacDowell színésznő és modell, valamint Paul Qualley egykori modell. Margaretnek van egy bátyja, Justin, és egy nővére, Rainey Qualley színésznő és énekesnő. Anyjuk révén a testvérek skót felmenőkkel rendelkeznek. Egy farmon éltek a montanai Missoulában, majd négyéves korukban az észak-karolinai Asheville külvárosába, Biltmore Forestbe költöztek. Margaret szülei ötéves korában elváltak, és a lány egyenlően osztotta meg idejét kettejük között. Szülei sokáig mindössze 5 kilométerre éltek egymástól. MacDowell-lel közös családi házuk Észak-Karolinában van, és a közelben él a rokonságuk.

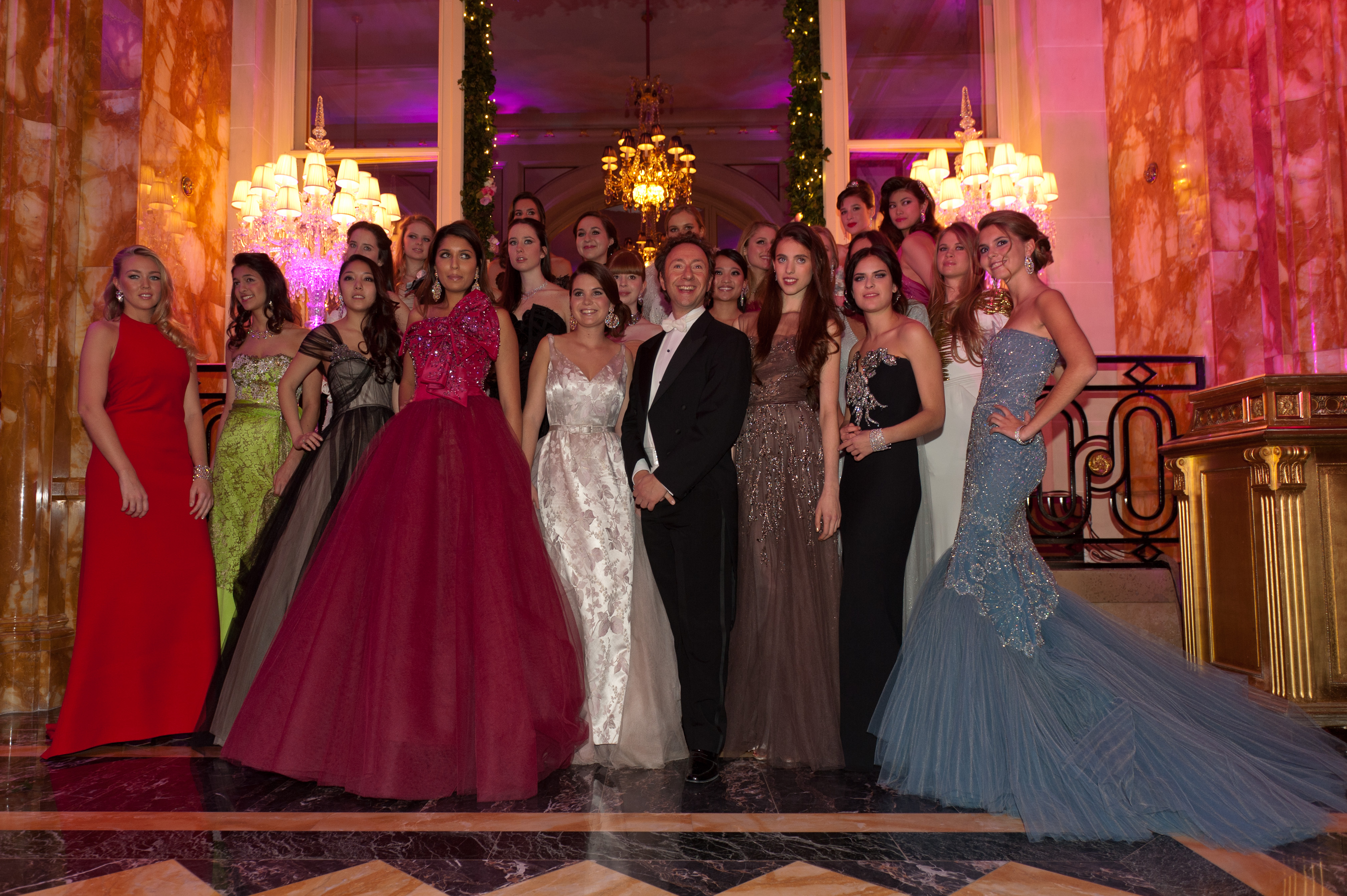
Qualley (jobbról a harmadik, első sorban) debütálása Párizsban, 2011-ben

Asheville-ben nevelkedett tinédzserként Margaret és nővére egyaránt debütáltak; a párizsi Bal des débutantes-on mutatkoztak be. Qualley 14 évesen hagyta el otthonát, hogy az Észak-Karolinai Művészeti Iskolába járjon, ahol táncot tanult. Balett-táncosnak tanult, az American Ballet Theatre-ben szerzett szakmai képesítést, és a New York-i Professional Children's Schoolban végzett. 16 éves korában azonban, miután ajánlatot kapott az Észak-Karolinai Dance Theater társulatának gyakornoki állására, úgy döntött, otthagyja a táncot. Annak érdekében, hogy New Yorkban maradhasson, modellként kezdett dolgozni. Erről így nyilatkozott: „Írtam anyukámnak, hogy nézd, nem hiszem, hogy többé táncos akarok lenni, úgyhogy abbahagyom a balettet és itt maradok. Jövő héten lesz ez, ami a jövedelmemet jelenti. Úgy fogalmaztam meg, hogy nem tudott nemet mondani, mert annyira összeszedett voltam.” Qualley később a színészetre helyezte a hangsúlyt, és részt vett a londoni Royal Academy of Dramatic Art nyári programjában. A New York Egyetemre járt, de egy szemeszter után otthagyta a színészi karrierje miatt.

## Filmográfia

### Film
| Év   | Magyar cím                   | Eredeti cím                   | Szerep                           | Magyar hang        |
| ---- | ---------------------------- | ----------------------------- | -------------------------------- | ------------------ |
| 2013 | Palo Alto                    | Palo Alto                     | Raquel                           |                    |
| 2016 | Rendes fickók                | The Nice Guys                 | Amelia Kuttner                   | Kardos Eszter      |
| 2017 | Novícia                      | Novitiate                     | Cathleen Harris nővér            |                    |
| 2017 | Sidney Hall eltűnése         | Sidney Hall                   | Alexandra                        | Lamboni Anna       |
| 2017 |                              | Death Note                    | Mia Sutton                       |                    |
| 2018 |                              | Donnybrook                    | Delia Angus                      |                    |
| 2019 | Io                           | Io                            | Sam Walden                       |                    |
| 2019 | Meghajszolt vad              | Native Son                    | Mary Dalton                      | Csifó Dorina       |
| 2019 |                              | Adam                          | Casey Freeman                    |                    |
| 2019 | Volt egyszer egy Hollywood   | Once Upon a Time in Hollywood | Pussycat                         | Mentes Júlia       |
| 2019 |                              | Strange but True              | Melissa                          |                    |
| 2019 | Jean Seberg minden rezdülése | Seberg                        | Linette Solomon                  | Lamboni Anna       |
| 2020 | Egy évem Salingerrel         | My Salinger Year              | Joanna                           | Mentes Júlia       |
| 2022 |                              | Stars at Noon                 | Trish                            |                    |
| 2022 |                              | Sanctuary                     | Rebecca                          |                    |
| 2023 | Szegény párák                | Poor Things                   | Felicity                         | Podlovics Laura    |
| 2024 | Szökevény csajok             | Drive-Away Dolls              | Jamie Dobbs                      |                    |
| 2024 | A kegyelem fajtái            | Kinds of Kindness             | Vivian / Martha / Ruth / Rebecca |                    |
| 2024 | A szer                       | The Substance                 | Sue                              | Törőcsik Franciska |
| 2025 |                              | Blue Moon                     | Elizabeth Weiland                |                    |
| 2025 |                              | Honey Don't!                  | Honey O'Donahue                  |                    |
| 2025 | Happy, a flúgos golfos 2.    | Happy Gilmore 2               | Sally                            | Dér Marus          |

### Televízió
| Év        | Magyar cím              | Eredeti cím                        | Szerep           | Megjegyzések                                             |
| --------- | ----------------------- | ---------------------------------- | ---------------- | -------------------------------------------------------- |
| 2014–2017 | A hátrahagyottak        | The Leftovers                      | Jill Garvey      | főszereplő (22 epizód)                                   |
| 2018      |                         | Asesinato en el Hormiguero Express | Margaret Qualley | különkiadás                                              |
| 2019      | Fosse/Verdon            | Fosse/Verdon                       | Ann Reinking     | - minisorozat (5 epizód) - magyar hangja: - Sodró Eliza  |
| 2021      | Egy szobalány vallomása | Maid                               | Alex             | - minisorozat (10 epizód) - magyar hangja: - Gáspár Kata |

### Videójáték
| Év   | Cím             | Szerep        | Megjegyzés             |
| ---- | --------------- | ------------- | ---------------------- |
| 2019 | Death Stranding | Mama / Lockne | hang és motion capture |

## Fordítás
- Ez a szócikk részben vagy egészben  a   Margaret Qualley című angol Wikipédia-szócikk fordításán alapul.  Az eredeti cikk szerkesztőit annak laptörténete sorolja fel. Ez a jelzés csupán a megfogalmazás eredetét és a szerzői jogokat jelzi, nem szolgál a cikkben szereplő információk forrásmegjelöléseként.